# Rajna Kojuwa
Rajna Kojuwa (bulgarisch Райна Коюва, engl. Transkription Rayna Koyuva; * 29. März 1985 in Bansko) ist eine bulgarische Biathletin und vormalige Skilangläuferin.

## Karriere
Rajna Kojuwa startet für den örtlichen Skiclub ihres Heimatortes Bansko. Ihre ersten internationalen Rennen bestritt sie ab 2003 in FIS-Rennen, später auch im Alpen-, Balkan- und Scandinavian Cup. 2006 gewann sie in Witoscha drei FIS-Rennen und erreichte in ihrer Karriere weitere Podiumsplatzierungen. Viermal startete sie bei Juniorenweltmeisterschaften. 2004 wurde sie in Stryn wurde sie 59. über 15 Kilometer Klassisch, 67. über 5 Kilometer Freistil sowie 70. des Freistil-Sprints. 2006 kamen die Platzierungen 53 in der Verfolgung, 64 im Klassik-Sprint und 65. über 5 Kilometer Freistil in Rovaniemi hinzu. Ein Jahr später erreichte sie in Kranj die Ränge 66 im Freistil-Sprint, 46. über 5 Kilometer Klassisch und 40. der Verfolgung. Bei der letzten Teilnahme wurde Kojuwa in Tarvisio 63. über 5 Kilometer Freistil und 65. der Verfolgung. Zweimal startete sie bei Nordischen Skiweltmeisterschaften. 2005 wurde sie in Oberstdorf 63. über 10 Kilometer Freistil, 69. des Klassik-Sprint und mit Teodora Malcheva 17. des Freistil-Teamsprint. Das Verfolgungsrennen beendete sie wie auch 2007 in Sapporo nicht. In Japan wurde sie zudem 65. über 10 Kilometer Freistil und 66. des Klassik-Sprints. 2008 gewann sie in Borowez den Titel über 10 Kilometer Klassisch bei den bulgarischen Meisterschaften. Neunmal wurde sie zwischen 2007 und 2011 Vizemeisterin und einmal Drittplatzierte.
Zur Saison 2012/13 wechselte Kojuwa zum Biathlonsport. Zum Saisonauftakt bestritt sie in Idre ihre ersten Rennen im IBU-Cup und wurde 88. sowie 82. in Sprintrennen. Erste internationale Meisterschaften wurden die Europameisterschaften 2013 in ihrem Heimatort Bansko. Dort erreichte sie die Ränge 43 im Einzel sowie 34 im Sprint, im Verfolgungsrennen wurde sie überrundet. Im Staffelrennen wurde sie an der Seite von Stefani Popowa, Dafinka Koewa und Emilija Jordanowa Siebte.

## Statistik

### Platzierungen im Biathlon-Weltcup
Die Tabelle zeigt alle Platzierungen (je nach Austragungsjahr einschließlich Olympische Spiele und Weltmeisterschaften).
- 1.–3. Platz: Anzahl der Podiumsplatzierungen
- Top 10: Anzahl der Platzierungen unter den ersten zehn (einschließlich Podium)
- Punkteränge: Anzahl der Platzierungen innerhalb der Punkteränge (einschließlich Podium und Top 10)
- Starts: Anzahl gelaufener Rennen in der jeweiligen Disziplin
- Staffel: inklusive Mixed- und Single-Mixed-Staffeln

| Platzierung         | Einzel | Sprint | Verfolgung | Massenstart | Staffel | Gesamt |
| ------------------- | ------ | ------ | ---------- | ----------- | ------- | ------ |
| 1. Platz            |        |        |            |             |         |        |
| 2. Platz            |        |        |            |             |         |        |
| 3. Platz            |        |        |            |             |         |        |
| Top 10              |        |        |            |             |         |        |
| Punkteränge         |        |        |            |             | 1       | 1      |
| Starts              | 1      | 3      |            |             | 1       | 5      |
| Stand: Karriereende |        |        |            |             |         |        |